# 内雷奥·奥奇马
内雷奥·佩奇·奥奇马（英語：Nereo Page Odchimar，1940年10月16日—2024年2月1日），是菲律宾天主教主教团主席，天主教苏里高教区主教、天主教丹达教区大主教。